# Municipi de Druskininkai
El municipi de Druskininkai (en lituà: Druskininku savivaldybė) és un dels 60 municipis de Lituània, situat dins del comtat d'Alytus, i que forma part de la regió de Dzūkija.

## Galeria

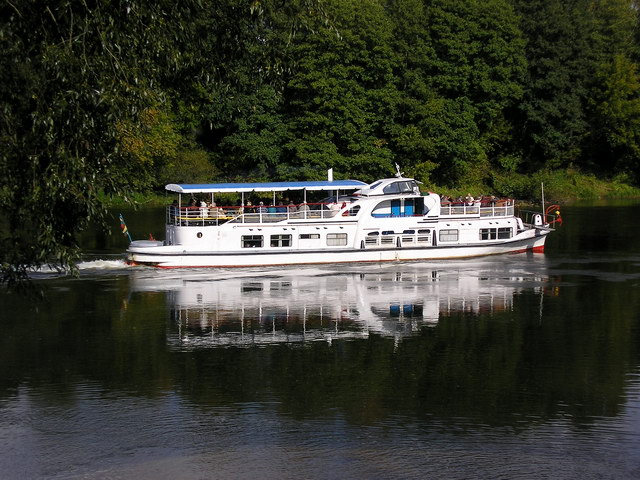
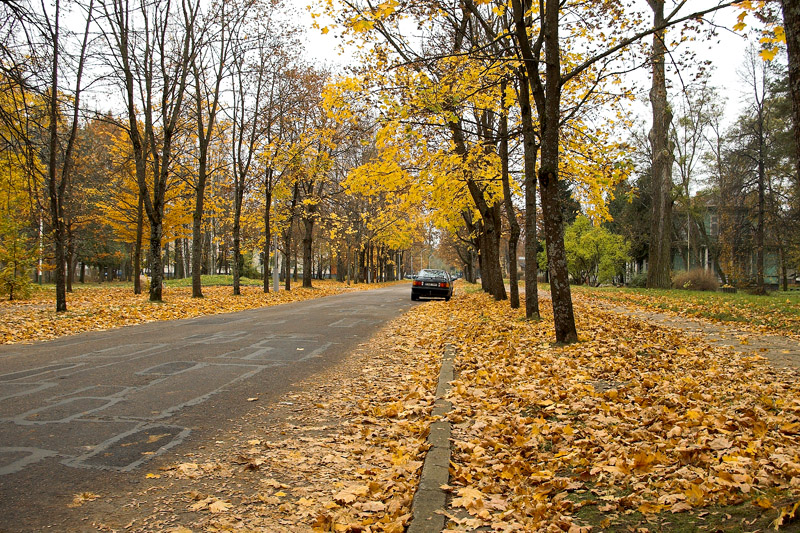
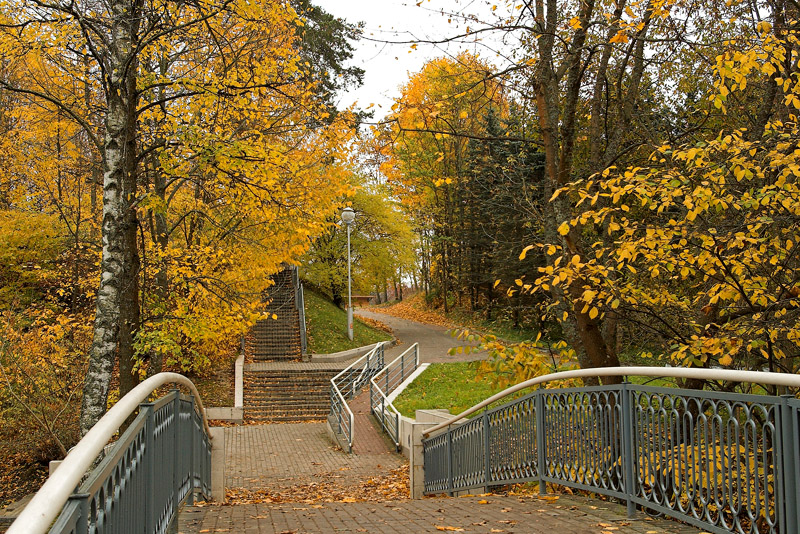
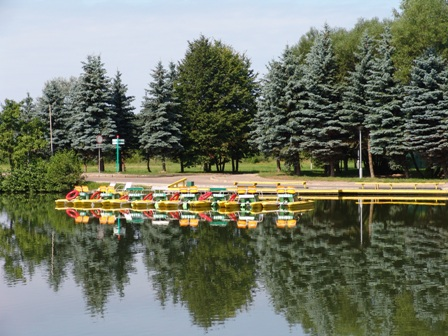